# Raúl Cantella
Raúl Alejandro Cantella Salaverry (Tarma, 14 de enero de 1935 - Lima, 8 de mayo de 2014) fue un médico y político peruano, alcalde del distrito de San Isidro y miembro del Partido Popular Cristiano. Estudió medicina en la Universidad Nacional Mayor de San Marcos.

## Biografía
Estudió en el Colegio Nuestra Señora de Guadalupe de Lima, luego de ello concluyó la carrera de Medicina en la Universidad Nacional Mayor de San Marcos; obtuvo un doctorado en medicina en la Universidad Peruana Cayetano Heredia. Además tiene una maestría en ciencias en la Universidad Rutgers de Nueva Jersey. 
Participó en la promoción de la Universidad Peruana Cayetano Heredia, de la que fue profesor principal de la cátedra de Medicina tropical.
Perteneció al Rotary Club Lima, habiendo sido Gobernador del Distrito 4450 durante el periodo 2006-2007.
En las elecciones municipales de octubre de 2010 fue elegido alcalde de San Isidro. Un año después, en octubre de 2011, solicitó su vacancia como alcalde por problemas de salud, siendo reemplazado en el cargo por Magdalena de Monzarz.
En diciembre de 2011 el Jurado Nacional de Elecciones lo conminó a regresar a la Alcaldía de San Isidro o presentar una junta médica de un Hospital Nacional que declare su incapacidad por lo que ya estando en sus capacidades profesionales debió retornar a su cargo como alcalde.
Raúl Cantella falleció de un taponamiento cardiaco que terminó en un paro cardiorrespiratorio en mayo de 2014 en la Clínica Anglo Americana de San Isidro, donde horas antes había sido internado de urgencia.